# TalkTalk
TalkTalk é uma operadora de televisão a cabo, provedor de internet e atua também na área de telecomunicações no Reino Unido. Desde 2003, ela faz parte da The Carphone Warehouse.